# آن سافاج (رسامة)
آن سافاج هي رسامة كندية، ولدت في 27 يوليو 1896 في مونتريال في كندا، وتوفي بنفس المكان في 25 مارس 1971.